# Furuvik, Storfors kommun
Furuvik är en ort i Lungsunds socken i Storfors kommun i Värmland. Fram till och med år 2000 klassade SCB Furuvik som en småort.